# The Never Ending Way of ORwarriOR
The Never Ending Way of ORwarriOR je čtvrté studiové album izraelské heavymetalové skupiny Orphaned Land. Album vyšlo 25. ledna 2010 po mnoha odkladech. Jedná se o poslední nahrávku, na níž se podílel kytarista Matti Svatizky, jenž kapelu opustil v roce 2012.

## Pozadí a nahrávání
Dne 24. srpna 2009 byly finální mixy nového alba téměř hotové; produkci a mixování prováděl Steven Wilson ze skupiny Porcupine Tree. Několik skladeb z nového materiálu zaznělo živě na českém festivalu Brutal Assault 8. června 2009.
Album obsahuje 15 skladeb, které dohromady čítají téměř 80 minut, mezi nimi „Disciples of the Sacred Oath II“, „pokračování“ skladby, která již dříve vyšla v rámci deluxe edice předchozího alba El Norra Alila. Obal alba sestává z upravené arabské a hebrejské kaligrafie. Zpěvák Kobi Farhi na albu zpívá anglicky, hebrejsky a arabsky. Dne 7. září 2009 byla na oficiálních stránkách Orphaned Land zveřejněna krátká upoutávka na úvodní skladbu alba.
Albu předcházelo vydání singlu „Sapari“, který své jméno dostal podle středověké jemenské židovské písně. Za jejího autora je považován rabín Saadia Ben Amram a skupina Orphaned Land nahrála její coververzi. Po vydání skladby „Sapari“ byl na profilu skupiny na Myspace zveřejněn dlouhý sestřih písně „Vayehi Or“. Dne 5. ledna 2010 byla rovněž prostřednictvím Myspace zpřístupněna ke streamování píseň „Disciples of the Sacred Oath II“. Album bylo vydáno 25. ledna 2010 společně s DVD.
Během února 2010 byl veřejnosti představen oficiální videoklip k písni „Sapari“. Během prvního týdne po vydání ve Spojených státech se prodalo 600 kopií tohoto alba a dostalo se na 80. místo žebříčku Billboard Heatseekers. Začátkem roku 2011 bylo album vyhodnoceno časopisem Metal Storm jako nejlepší progresivní metalové album roku 2010.

## Koncept
V hebrejštině slovo „or“ (אור) znamená „světlo“, takže ORwarriOR lze přeložit jako „světlý bojovník“ nebo „bojovník světla“, což symbolizuje konceptuálního hrdinu v boji světla proti temnotě. The Never Ending Way of ORWarriOR je třetím koncepčním albem skupiny Orphaned Land a pojednává o boji mezi temnotou, místem otázek, a světlem, místem odpovědí. Kapela tento koncept přirovnala k zapálení zápalky v temné místnosti; bez zápalky člověk nic nevidí, ale s ní může vidět více, včetně odpovědí na otázky, které si o místnosti položil před zapálením zápalky. V tomto ohledu je „bojovníkem světla“, tedy odpovědí na neznámé otázky, vnitřní světlo člověka, nikoliv nějaká mesiášská postava, a že k probuzení ORwarriORa je třeba použít své vnitřní světlo, aby dotyčný osvítil svou vnitřní duši a našel odpovědi, které hledá. To je analogie k přesvědčení kapely, že „mezi tebou a tvým nepřítelem není žádný rozdíl“.

## Seznam skladeb
| Část I: Godfrey's Cordial – An ORphan's Life | Část I: Godfrey's Cordial – An ORphan's Life      | Část I: Godfrey's Cordial – An ORphan's Life |
| Pořadí                                       | Název                                             | Délka                                        |
| -------------------------------------------- | ------------------------------------------------- | -------------------------------------------- |
| 1.                                           | „Sapari“                                          | 4:04                                         |
| 2.                                           | „From Broken Vessels“                             | 7:36                                         |
| 3.                                           | „Bereft in the Abyss“                             | 2:45                                         |
| 4.                                           | „The Path (Part 1) – Treading Through Darkness“   | 7:27                                         |
| 5.                                           | „The Path (Part 2) – The Pilgrimage to Or Shalem“ | 7:45                                         |
| 6.                                           | „Olat Ha'tamid“                                   | 2:38                                         |

| Část II: Lips Acquire Stains – The WarriOR Awakens | Část II: Lips Acquire Stains – The WarriOR Awakens | Část II: Lips Acquire Stains – The WarriOR Awakens |
| Pořadí                                             | Název                                              | Délka                                              |
| -------------------------------------------------- | -------------------------------------------------- | -------------------------------------------------- |
| 1.                                                 | „The Warrior“                                      | 7:11                                               |
| 2.                                                 | „His Leaf Shall Not Wither“                        | 2:31                                               |
| 3.                                                 | „Disciples of the Sacred Oath II“                  | 8:31                                               |
| 4.                                                 | „New Jerusalem“                                    | 6:59                                               |
| 5.                                                 | „Vayehi Or“                                        | 2:40                                               |
| 6.                                                 | „M i ?“                                            | 3:27                                               |

| Část III: Barakah – Enlightening the Cimmerian | Část III: Barakah – Enlightening the Cimmerian | Část III: Barakah – Enlightening the Cimmerian |
| Pořadí                                         | Název                                          | Délka                                          |
| ---------------------------------------------- | ---------------------------------------------- | ---------------------------------------------- |
| 1.                                             | „Barakah“                                      | 4:13                                           |
| 2.                                             | „Codeword: Uprising“                           | 5:25                                           |
| 3.                                             | „In Thy Never Ending Way“                      | 5:09                                           |

## Sestava

### Orphaned Land
- Kobi Farhi − vokály, doprovodné vokály, mluvené slovo
- Yossi Sassi − sólová kytara, akustická kytara, saz, buzuki, úd, doprovodné vokály
- Matti Svatitzki − doprovodná kytara, akustická kytara
- Uri Zelcha − basová kytara, bezpražcová baskytara

### Doprovodná sestava
- Avi Diamond − bicí, perkuse
- Steven Wilson − klávesy, produkce
- Shlomit Levi − ženské vokály